# Температура спалаху

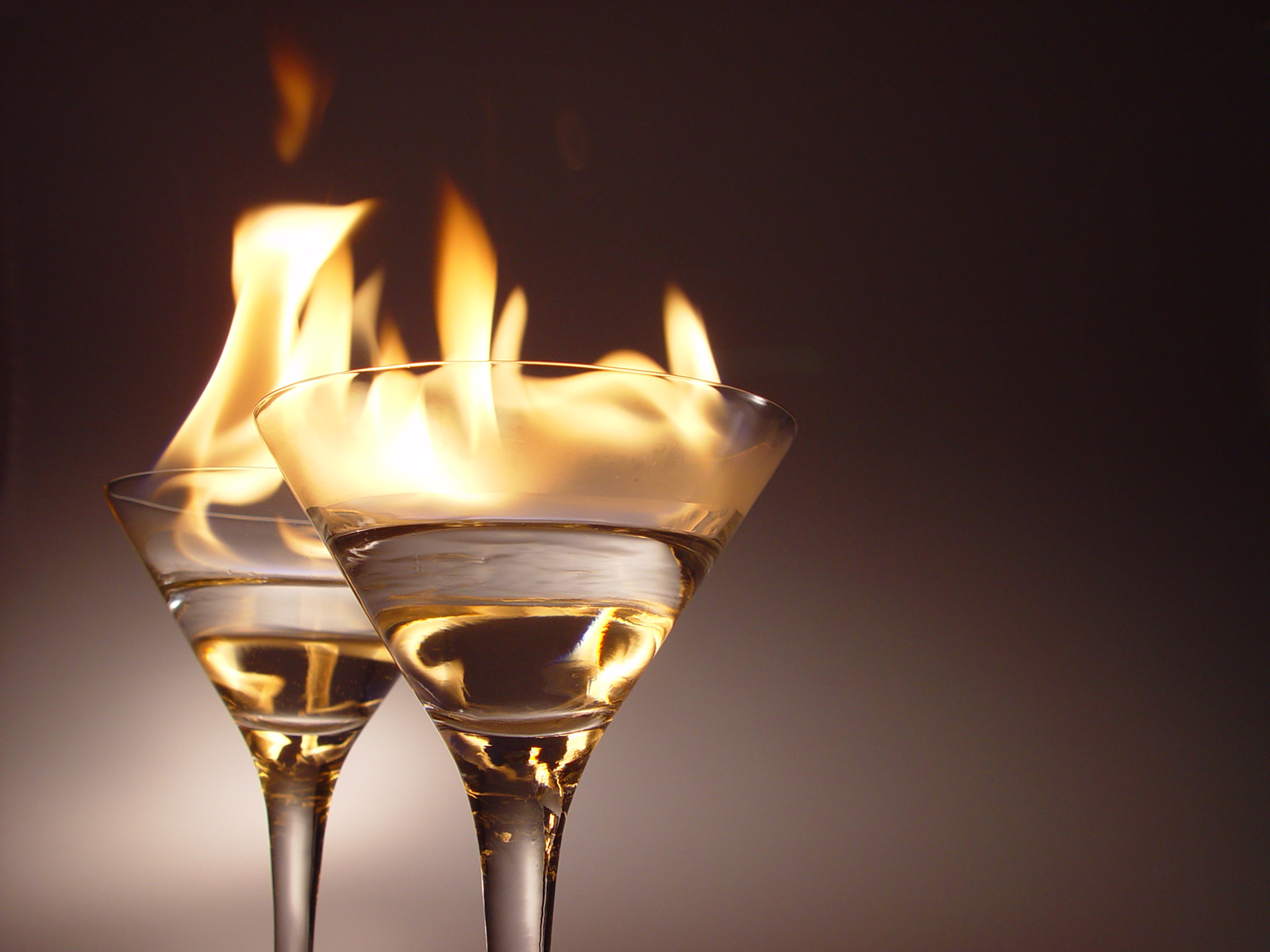
Палаючі коктейлі з температурою вогню нижче кімнатної.

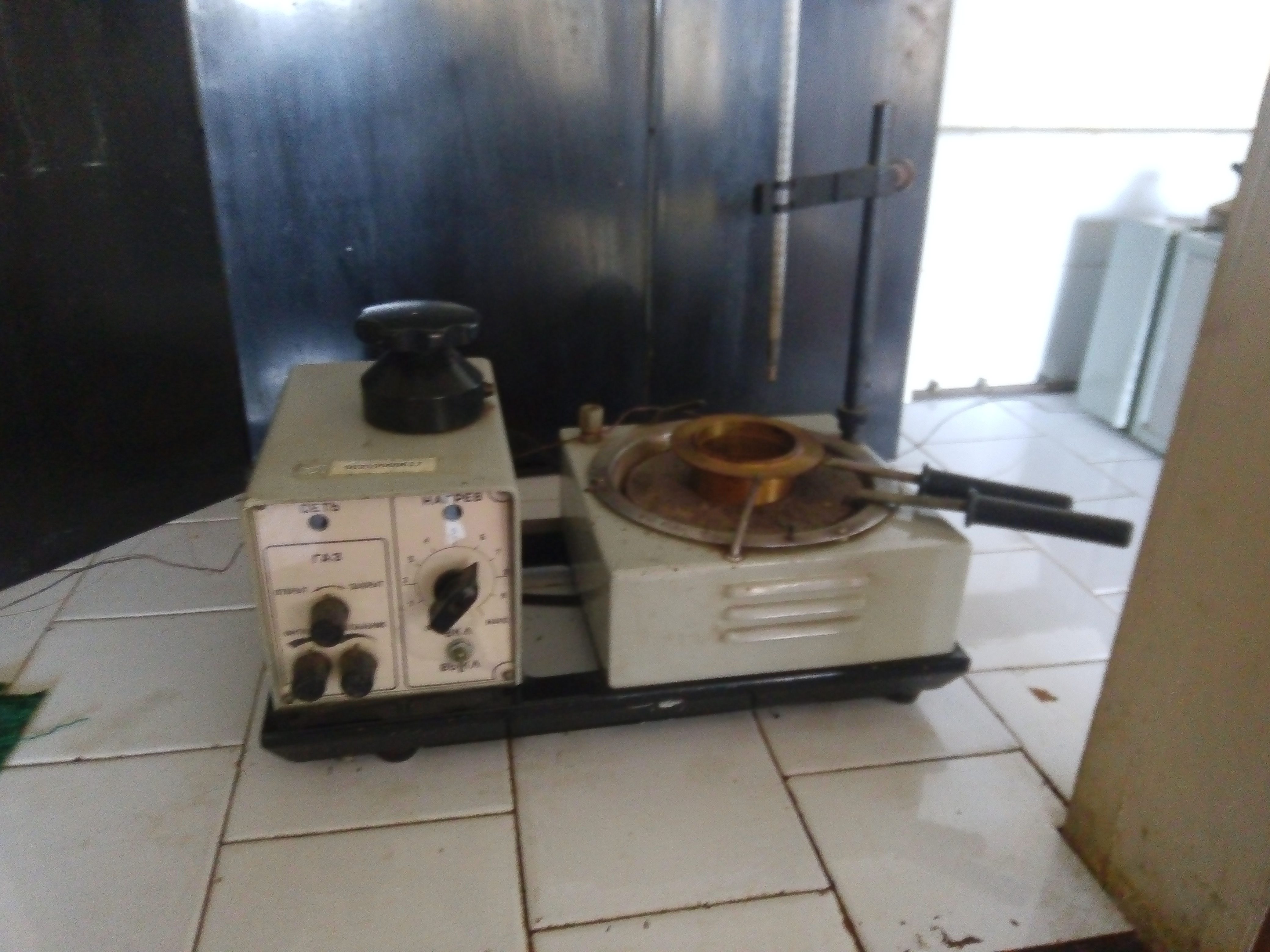
Апарат для визначення температури спалаху у відкритому тиглі.

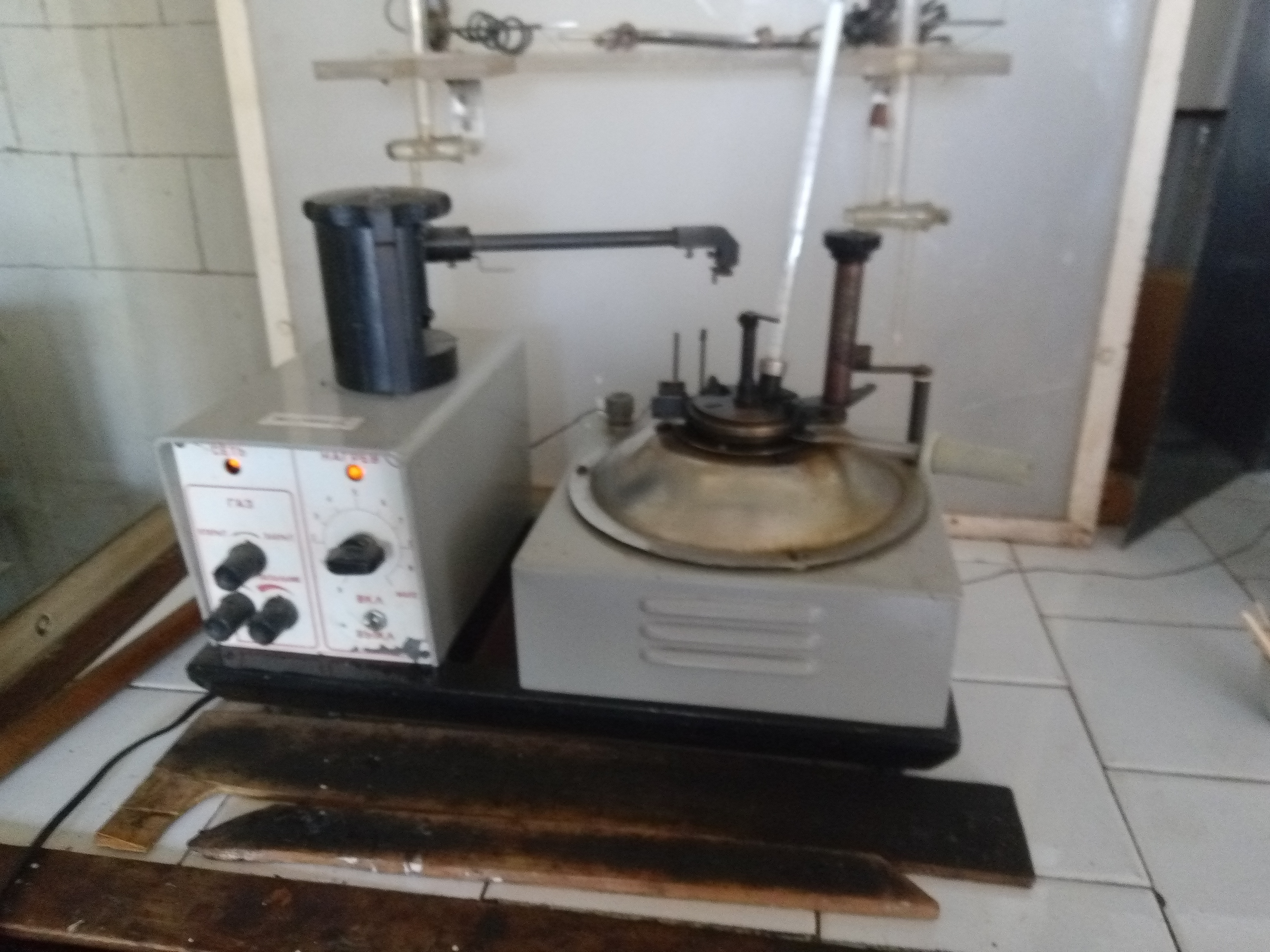
Апарат для визначення температури спалаху у закритому тиглі.

Температу́ра спа́лаху — найнижча температура матеріалу (речовини), за якої за встановленими умовами випробувань над його поверхнею утворюється пара, здатна спричинити спалах у повітрі під впливом джерела запалювання, але швидкість утворення пари недостатня для підтримання стійкого горіння.
Температура спалаху — найнижча температура рідини, при якій її пари утворюють легкозаймисту суміш із повітрям.
Температурою спалаху нафтопродукту називають мінімальну температуру, за якої в умовах спеціальних випробувань нафтопродукту над його поверхнею утворюється пара, здатна спалахнути від вогню без виникнення стійкого горіння. Чим вища температура кипіння нафтопродуктів, тим вища температура спалахування. Бензинові фракції мають температуру спалахування до -40 °C, гасові — понад 28 °C, масляні від 130 до 350 °C. Температура спалахування дає уявлення про те, наскільки продукти багаті легколеткими фракціями, і вказує на ступінь пожежонебезпечності і вибухонебезпечності нафтопродуктів.
Температура спалахування — температура, за якої починається горіння тіла. Сучасні українські стандарти встановлюють межу температури спалахування 61оС, нижче якої палива відносять до легкозаймистих (ЛЗР), вище — до горючих (ГР) рідин.